# Доннадьё, Бернар-Пьер
Бернар-Пьер Доннадьё (фр. Bernard-Pierre Donnadieu; 2 июля 1949, IV округ Парижа — 27 декабря 2010, Ле-Шене) — французский актёр.

## Биография
Актёрскому мастерству обучался в университете Париж III Новая Сорбонна, начал свою карьеру в кино в возрасте 25 лет сразу же с сотрудничества с именитыми режиссёрами. За карьеру снялся более чем в 100 художественных и телевизионных фильмах. Из картин, в которых сыграл актёр, можно выделить художественные фильмы: «Жилец» — режиссёра Романа Полански, «Профессионал» — Жоржа Лотнера, «Если бы начать сначала» — Клода Лелуша, «Исчезновение» — Георга Слёйзера.
В 1985 году номинировался на премию «Сезар» за лучшую мужскую роль второго плана за роль в фильме «Улица варваров», однако уступил в итоге награду Ришару Боринже.
Озвучил большое количество фильмов в качестве актёра дубляжа, среди прочих, озвучивал на французский язык мультипликационные фильмы «Би Муви: Медовый заговор» и «Тачки».
Скончался от рака 27 декабря 2010 года в возрасте 61 года. Дочь актёра — Ингрид Доннадьё, тоже актриса.

## Избранная фильмография
- Жилец (1976)
- Прекрасные господа из Буа́-Доре (1976)
- Моя первая любовь (1978)
- Жюдит Терпов (1978)
- Профессионал (1981)
- Возвращение Мартина Герра (1982)
- Смерть Марио Риччи (1983)
- Прекрасная свобода (1983)
- Улица варваров (1984)
- Неотложная помощь (1985)
- Волки среди волков (1985)
- В тени ветра (1987)
- Страсти по Беатрис (1987)
- Исчезновение (1988)
- Бурная Жизнь (1990)
- Тень Волка (1992)
- Башня Перворожденного (1999)
- Друиды (2001)
- Париж! Париж! (2008)